# Zwavelkanarie
De zwavelkanarie (Crithagra sulphurata, synoniem: Serinus sulphuratus) is een zangvogel uit de familie Fringillidae (vinkachtigen).

## Verspreiding en leefgebied
Deze soort telt drie ondersoorten:
- C. s. sharpii: van Angola tot noordoostelijk Congo-Kinshasa, Kenia, Tanzania en noordelijk Mozambique.
- C. s. wilsoni: Zimbabwe, zuidelijk Mozambique, Swaziland en oostelijk Zuid-Afrika.
- C. s. sulphurata: zuidelijk Zuid-Afrika.